# Frank de la jungla
Frank de la jungla es un programa de televisión producido por Molinos de Papel y emitido en la cadena española Cuatro y Mediaset España. Es conducido por Frank Cuesta, quien recorre varios países en busca de la fauna más exótica y peligrosa, buscando trasladar una visión cercana a los espectadores e inculcando respeto hacia las especies. Cuenta con tres temporadas y dos spin-off, La selva en casa, que traslada el formato a España y Natural Frank.

## Sinopsis
El equipo del programa, formado por el presentador, Frank Cuesta, el reportero y director del programa, Nacho Medina y el operador de cámara, Santiago Trancho, recorre países como Laos, Malasia o Vietnam, en busca de la fauna más exótica y peligrosa. Aunque la gran parte del programa transcurre en Tailandia, residencia de Frank Cuesta.

### Primera temporada
Se estrenó el domingo 3 de octubre de 2010, con gran éxito de audiencia. Consta de 8 episodios más un especial que recoge los mejores momentos de la temporada.

### Segunda temporada
Los grandes datos cosechados en la primera temporada permitieron que se rodara una segunda que se estrenó el domingo 4 de septiembre de 2011. Consta de 8 episodios más dos especiales. El primer especial recoge imágenes inéditas de la primera y segunda temporada y el segundo muestra los mejores momentos de la segunda temporada. Durante esta temporada, el programa destapó una red de explotadores de osos en Vietnam, donde mostraron cómo los furtivos se dedican a extraer la bilis de la vesícula de los osos para venderla en el mercado negro.

### Tercera temporada
Tras dos temporadas exclusivamente en Asia, Frank Cuesta, esta vez sin la compañía del reportero Nacho Medina y el fallecido cámara Santiago Trancho, comienza la tercera temporada adentrándose en el continente americano, concretamente en Costa Rica en busca de nuevas especies. Posteriormente recorre Tailandia, Birmania y Mongolia.

## Episodios y audiencias
| Temporada | Temporada | Episodios | Estreno                 | Final                   | Audiencia media | Audiencia media | Audiencia media |
| Temporada | Temporada | Episodios | Estreno                 | Final                   | Espectadores    | Cuota           |                 |
| --------- | --------- | --------- | ----------------------- | ----------------------- | --------------- | --------------- | --------------- |
|           | 1         | 9         | 3 de octubre de 2010    | 28 de noviembre de 2010 | 1 679 000       | 8,6%            |                 |
|           | 2         | 10        | 4 de septiembre de 2011 | 6 de noviembre de 2011  | 1 575 000       | 8,4%            |                 |
|           | 3         | 10        | 11 de noviembre de 2012 | 3 de febrero de 2013    | 1 346 000       | 6,2%            |                 |
|           | Total     | 29        | 3 de octubre de 2010    | 3 de febrero de 2013    | 1 533 000       | 7,7%            |                 |

### Primera temporada (2010)
| N.º      | Título                               | Fecha de emisión                | Audiencia         |
| -------- | ------------------------------------ | ------------------------------- | ----------------- |
| 1x01     | Cocodrilos                           | Domingo 3 de octubre de 2010    | 1 960 000 (10,0%) |
| 1x02     | Dragón de Komodo                     | Domingo 10 de octubre de 2010   | 1 377 000 (7,8%)  |
| 1x03     | Serpientes en Bangkok                | Domingo 17 de octubre de 2010   | 1 814 000 (9,0%)  |
| 1x04     | Elefantes                            | Domingo 24 de octubre de 2010   | 1 576 000 (7,9%)  |
| 1x05     | Cobra y pitón                        | Domingo 31 de octubre de 2010   | 1 352 000 (8,2%)  |
| 1x06     | Orangutanes                          | Domingo 7 de noviembre de 2010  | 1 529 000 (7,6%)  |
| 1x07     | Animales salvajes                    | Domingo 14 de noviembre de 2010 | 1 802 000 (9,0%)  |
| 1x08     | Tigres                               | Domingo 21 de noviembre de 2010 | 1 962 000 (9,4%)  |
| Especial | Las mejores imágenes de la temporada | Domingo 28 de noviembre de 2010 | 1 738 000 (8,1%)  |

### Segunda temporada (2011)
| N.º      | Título                      | Fecha de emisión                 | Audiencia         |
| -------- | --------------------------- | -------------------------------- | ----------------- |
| 2x01     | Víboras                     | Domingo 4 de septiembre de 2011  | 1 648 000 (10,4%) |
| 2x02     | Cuevas y murciélagos        | Domingo 11 de septiembre de 2011 | 1 119 000 (7,1%)  |
| 2x03     | Vida de Frank en Bangkok I  | Domingo 18 de septiembre de 2011 | 1 597 000 (8,4%)  |
| 2x04     | Viaje animal I              | Domingo 25 de septiembre de 2011 | 1 670 000 (9,1%)  |
| 2x05     | Osos                        | Domingo 2 de octubre de 2011     | 1 586 000 (8,4%)  |
| 2x06     | Vida de Frank en Bangkok II | Domingo 9 de octubre de 2011     | 1 861 000 (9,8%)  |
| 2x07     | Viaje animal II             | Domingo 16 de octubre de 2011    | 1 653 000 (8,2%)  |
| 2x08     | Tribus                      | Domingo 23 de octubre de 2011    | 1 839 000 (8,9%)  |
| Especial | Momentos inéditos I         | Domingo 30 de octubre de 2011    | 1 348 000 (7,1%)  |
| Especial | Momentos inéditos II        | Domingo 6 de noviembre de 2011   | 1 427 000 (6,8%)  |

### Tercera temporada (2012-2013)
| N.º  | Título                                                     | Fecha de emisión                | Audiencia        |
| ---- | ---------------------------------------------------------- | ------------------------------- | ---------------- |
| 3x01 | Perdido en Costa Rica I                                    | Domingo 11 de noviembre de 2012 | 1 242 000 (5,7%) |
| 3x02 | Perdido en Costa Rica II                                   | Domingo 18 de noviembre de 2012 | 1 411 000 (6,2%) |
| 3x03 | Adiós Costa Rica y vuelta a casa                           | Domingo 25 de noviembre de 2012 | 1 154 000 (5,3%) |
| 3x04 | Un río llamado Mekong                                      | Domingo 2 de diciembre de 2012  | 1 402 000 (6,2%) |
| 3x05 | Supervivencia en la selva                                  | Domingo 9 de diciembre de 2012  | 1 344 000 (6,3%) |
| 3x06 | “Frank de la Jungla”, contra el tráfico ilegal de animales | Domingo 16 de diciembre de 2012 | 1 440 000 (7,0%) |
| 3x07 | Mongolia... En busca de los Hombres Reno                   | Domingo 13 de enero de 2013     | 1 382 000 (6,6%) |
| 3x08 | Mongolia 2: Desiertos y águilas                            | Domingo 20 de enero de 2013     | 1 275 000 (6,1%) |
| 3x09 | Desmontando mitos animales                                 | Domingo 27 de enero de 2013     | 1 559 000 (7,1%) |
| 3x10 | Animales extraños                                          | Domingo 3 de febrero de 2013    | 1 252 000 (5,7%) |

## La selva en casa

### Episodios y audiencias
| N.º | Título                          | Ruta / Recorrido         | Fecha de emisión        | Espectadores | Share |
| --- | ------------------------------- | ------------------------ | ----------------------- | ------------ | ----- |
| 01  | La víbora Áspid Zinnikeri       | Cataluña                 | 25 de diciembre de 2011 | 1.158.000    | 6,4%  |
| 02  | La víbora hocicuda              | Teruel                   | 1 de enero de 2012      | 1.462.000    | 7,3%  |
| 03  | El siluro                       | Zaragoza (Mequinenza)    | 8 de enero de 2012      | 1.530.000    | 7,5%  |
| 04  | Lobos ibéricos en semilibertad  | Málaga (Antequera)       | 15 de enero de 2012     | 1.562.000    | 7,4%  |
| 05  | Tras las huellas del oso pardo  | Lérida (Valle de Arán)   | 22 de enero de 2012     | 1.422.000    | 6,9%  |
| 06  | Animales salvajes en cautividad | La Coruña                | 29 de enero de 2012     | 1.499.000    | 7,0%  |
| 07  | El desierto de Los Monegros     | Huesca (Los Monegros)    | 5 de febrero de 2012    | 1.436.000    | 6,6%  |
| 08  | ¡A por los cazadores furtivos!  | Lérida (Valle de Arán)   | 12 de febrero de 2012   | 1.244.000    | 5,7%  |
| 09  | Frank busca a la cabra montesa  | Ávila (Sierra de Gredos) | 19 de febrero de 2012   | 1.151.000    | 5,4%  |

## Natural Frank

### Episodios y audiencias

#### Primera temporada (2013)
| N.º  | Título                                             | Fecha de emisión                 | Audiencia      |
| ---- | -------------------------------------------------- | -------------------------------- | -------------- |
| 1x01 | Viaje a Australia                                  | Viernes 27 de septiembre de 2013 | 772 000 (5,1%) |
| 1x02 | Cena en casa de Frank                              | Viernes 4 de octubre de 2013     | 442 000 (3,3%) |
| 1x03 | Una víbora pop hiere a Frank                       | Viernes 11 de octubre de 2013    | 649 000 (4,1%) |
| 1x04 | Serpiente pitón                                    | Sábado 19 de octubre de 2013     | 752 000 (5,1%) |
| 1x05 | La serpiente gato y la rana arcoíris               | Lunes 21 de octubre de 2013      | 695 000 (4,0%) |
| 1x06 | Con la familia a la selva                          | Martes 22 de octubre de 2013     | 337 000 (1,8%) |
| 1x07 | La serpiente paraíso                               | Miércoles 23 de octubre de 2013  | 364 000 (2,2%) |
| 1x08 | Una rana de árbol de Australia                     | Jueves 24 de octubre de 2013     | 441 000 (2,9%) |
| 1x09 | Descenso a la cueva de Sai Yok                     | Viernes 25 de octubre de 2013    | 608 000 (4,0%) |
| 1x10 | La tortuga más amenazada de Asia                   | Lunes 28 de octubre de 2013      | 640 000 (3,5%) |
| 1x11 | Una de las serpientes más peligrosas del planeta   | Martes 29 de octubre de 2013     | 581 000 (3,3%) |
| 1x12 | La pitón de sangre                                 | Miércoles 30 de octubre de 2013  | 505 000 (2,9%) |
| 1x13 | Frank visita Madrid                                | Jueves 31 de octubre de 2013     | 459 000 (3,1%) |
| 1x14 | Secretos de la noche                               | Viernes 1 de noviembre de 2013   | 477 000 (3,1%) |
| 1x15 | Serpiente de gato                                  | Sábado 2 de noviembre de 2013    | 484 000 (3,3%) |
| 1x16 | Víbora malaya / Serpiente de cara inflada / Glyder | Miércoles 6 de noviembre de 2013 | 659 000 (3,5%) |

#### Segunda temporada (2013-2014)
| N.º  | Título                                                    | Fecha de emisión                  | Audiencia      |
| ---- | --------------------------------------------------------- | --------------------------------- | -------------- |
| 2x01 | Frank en Madrid / Tailandia / Animales de Tailandia       | Miércoles 25 de diciembre de 2013 | 789 000 (4,3%) |
| 2x02 | Pesca del calamar                                         | Lunes 30 de diciembre de 2013     | 588 000 (3,4%) |
| 2x03 | Serpiente de coral / Serpiente látigo y dragón barbudo    | Martes 31 de diciembre de 2013    | 332 000 (2,9%) |
| 2x04 | Araña azul / Ranas de árbol / Animales domésticos         | Miércoles 1 de enero de 2014      | 838 000 (4,3%) |
| 2x05 | Paella / Una barbacoa en casa / Rana sudamericana         | Miércoles 8 de enero de 2014      | 616 000 (3,0%) |
| 2x06 | Gecko demonio / Huellas de elefante / Jaula para gansos   | Martes 14 de enero de 2014        | 617 000 (3,0%) |
| 2x07 | Cangrejo ermitaño / De vacaciones / Rana barriga de fuego | Miércoles 15 de enero de 2014     | 711 000 (3,5%) |
| 2x08 | El cangrejo ermitaño gigante                              | Sábado 25 de enero de 2014        | 518 000 (3,2%) |

#### Audiencia global
| Temporadas | Temporadas | Episodios | Estreno                  | Final               | Audiencia media | Audiencia media | Audiencia media |
| Temporadas | Temporadas | Episodios | Estreno                  | Final               | Espectadores    | Cuota           |                 |
| ---------- | ---------- | --------- | ------------------------ | ------------------- | --------------- | --------------- | --------------- |
|            | 1 y 2      | 24        | 27 de septiembre de 2013 | 25 de enero de 2014 | 578 000         | 3,5%            |                 |

## Wild Frankemitido porDMAX (España)

### Episodios y audiencias
| Temporada | Temporada | Episodios | Estreno                 | Final                   | Audiencia media | Audiencia media | Audiencia media |
| Temporada | Temporada | Episodios | Estreno                 | Final                   | Espectadores    | Cuota           |                 |
| --------- | --------- | --------- | ----------------------- | ----------------------- | --------------- | --------------- | --------------- |
|           | 1         | 5         | 11 de mayo de 2014      | 8 de junio de 2014      | 614 000         | 3,2%            |                 |
|           | 2         | 7         | 21 de diciembre de 2014 | 1 de febrero de 2015    | 604 000         | 2,9%            |                 |
|           | 3         | 6         | 17 de mayo de 2015      | 14 de junio de 2015     | 647 000         | 3,7%            |                 |
|           | 4         | 3         | 25 de octubre de 2015   | 8 de noviembre de 2015  | 441 000         | 2,2%            |                 |
|           | 5         | 5         | 22 de noviembre de 2015 | 20 de diciembre de 2015 | 496 000         | 2,5%            |                 |
|           | 6         | 7         | 10 de abril de 2016     | 29 de mayo de 2016      | 429 000         | 2,3%            |                 |
|           | 7         | 6         | 9 de octubre de 2016    | 13 de noviembre de 2016 | 439 000         | 2,3%            |                 |
|           | 8         | 4         | 27 de noviembre de 2016 | 18 de diciembre de 2016 | 500 000         | 2,5%            |                 |
|           | 9         | 6         | 7 de mayo de 2017       | 11 de junio de 2017     | 304 000         | 1,8%            |                 |
|           | 10        | 4         | 15 de octubre de 2017   | 5 de noviembre de 2017  | 309 000         | 1,6%            |                 |
|           | 11        | 3         | 12 de noviembre de 2017 | 26 de noviembre de 2017 | 275 000         | 1,5%            |                 |
|           | 12        | 5         | 29 de abril de 2018     | 27 de mayo de 2018      | 247 000         | 1,4%            |                 |
|           | 13        | 5         | 14 de octubre de 2018   | 4 de noviembre de 2018  | 372 000         | 2,0%            |                 |
|           | 14        | 2         | 10 de febrero de 2019   | 17 de febrero de 2019   | 310 000         | 1,6%            |                 |
|           | 15        | 7         | 7 de abril de 2019      | 19 de mayo de 2019      | 385 000         | 2,2%            |                 |
|           | 16        | 5         | 1 de diciembre de 2019  | 22 de diciembre de 2019 | 204 000         | 1,2%            |                 |
|           | 17        | 4         | 8 de marzo de 2020      | -                       |                 |                 |                 |
|           | Total     | 84        | 11 de mayo de 2014      | -                       | -               | -               |                 |

#### Primera temporada (2014)
| N.º (serie) | N.º (temp.) | Título                        | Fecha de emisión   | Audiencia      |
| ----------- | ----------- | ----------------------------- | ------------------ | -------------- |
| 1           | 1           | «Selva amazónica I»           | 11 de mayo de 2014 | 705 000 (3,7%) |
| 2           | 2           | «Selva amazónica II»          | 18 de mayo de 2014 | 750 000 (3,8%) |
| 3           | 3           | «Selva amazónica III»         | 25 de mayo de 2014 | 890 000 (4,3%) |
| 4           | 4           | «Selva amazónica IV»          | 1 de junio de 2014 | 337 000 (2,3%) |
| 5           | 5           | «Mejores momentos (Especial)» | 8 de junio de 2014 | 390 000 (2,1%) |

#### Segunda temporada (2014-2015)
| N.º (serie) | N.º (temp.) | Título                    | Fecha de emisión        | Audiencia      |
| ----------- | ----------- | ------------------------- | ----------------------- | -------------- |
| 6           | 1           | «Sabana africana I»       | 21 de diciembre de 2014 | 540 000 (2,6%) |
| 7           | 2           | «Sabana africana II»      | 28 de diciembre de 2014 | 623 000 (3,1%) |
| 8           | 3           | «Sabana africana III»     | 4 de enero de 2015      | 436 000 (2,2%) |
| 9           | 4           | «Sabana africana IV»      | 11 de enero de 2015     | 554 000 (2,7%) |
| 10          | 5           | «Sabana africana V»       | 18 de enero de 2015     | 695 000 (3,1%) |
| 11          | 6           | «Sabana africana VI»      | 25 de enero de 2015     | 734 000 (3,4%) |
| 12          | 7           | «Tomas falsas (Especial)» | 1 de febrero de 2015    | 647 000 (3,1%) |

#### Tercera temporada (2015)
| N.º (serie) | N.º (temp.) | Título                              | Fecha de emisión    | Audiencia      |
| ----------- | ----------- | ----------------------------------- | ------------------- | -------------- |
| 13          | 1           | «En busca del tigre de Bengala I»   | 17 de mayo de 2015  | 807 000 (4,8%) |
| 14          | 2           | «En busca del tigre de Bengala II»  | 24 de mayo de 2015  | 721 000 (3,8%) |
| 15          | 3           | «En busca del tigre de Bengala III» | 31 de mayo de 2015  | 646 000 (3,9%) |
| 16          | 4           | «En busca del tigre de Bengala IV»  | 7 de junio de 2015  | 578 000 (3,6%) |
| 17          | 5           | «En busca del tigre de Bengala V»   | 14 de junio de 2015 | 511 000 (2,7%) |
| 18          | 6           | «En busca del tigre de Bengala VI»  | 14 de junio de 2015 | 483 000 (2,4%) |

#### Cuarta temporada (2015)
| N.º (serie) | N.º (temp.) | Título                | Fecha de emisión       | Audiencia      |
| ----------- | ----------- | --------------------- | ---------------------- | -------------- |
| 19          | 1           | «Frank vs Darran I»   | 25 de octubre de 2015  | 483 000 (2,4%) |
| 20          | 2           | «Frank vs Darran II»  | 1 de noviembre de 2015 | 379 000 (1,9%) |
| 21          | 3           | «Frank vs Darran III» | 8 de noviembre de 2015 | 461 000 (2,3%) |

#### Quinta temporada (2015)
| N.º (serie) | N.º (temp.) | Título               | Fecha de emisión        | Audiencia      |
| ----------- | ----------- | -------------------- | ----------------------- | -------------- |
| 22          | 1           | «El enigma Maya I»   | 22 de noviembre de 2015 | 545 000 (2,6%) |
| 23          | 2           | «El enigma Maya II»  | 29 de noviembre de 2015 | 453 000 (2,1%) |
| 24          | 3           | «El enigma Maya III» | 6 de diciembre de 2015  | 528 000 (3,0%) |
| 25          | 4           | «El enigma Maya IV»  | 13 de diciembre de 2015 | 453 000 (2,3%) |
| 26          | 5           | «El enigma Maya V»   | 20 de diciembre de 2015 | 503 000 (2,4%) |

#### Sexta temporada (2016)
| N.º (serie) | N.º (temp.) | Título                                               | Fecha de emisión    | Audiencia      |
| ----------- | ----------- | ---------------------------------------------------- | ------------------- | -------------- |
| 27          | 1           | «En busca del dragón I»                              | 10 de abril de 2016 | 431 000 (2,2%) |
| 28          | 2           | «En busca del dragón II»                             | 17 de abril de 2016 | 601 000 (3,3%) |
| 29          | 3           | «En busca del dragón III»                            | 24 de abril de 2016 | 385 000 (2,1%) |
| 30          | 4           | «En busca del dragón IV»                             | 1 de mayo de 2016   | 326 000 (2,0%) |
| 31          | 5           | «En busca del dragón V»                              | 8 de mayo de 2016   | 375 000 (1,9%) |
| 32          | 6           | «Wild Frank vs Tráfico animal (Especial)»            | 15 de mayo de 2016  | 513 000 (3,0%) |
| 33          | 7           | «Wild Frank: La fiesta de las serpientes (Especial)» | 29 de mayo de 2016  | 374 000 (2,1%) |

#### Séptima temporada (2016)
| N.º (serie) | N.º (temp.) | Título                             | Fecha de emisión        | Audiencia      |
| ----------- | ----------- | ---------------------------------- | ----------------------- | -------------- |
| 34          | 1           | «La evolución de las especies I»   | 9 de octubre de 2016    | 465 000 (2,4%) |
| 35          | 2           | «La evolución de las especies II»  | 16 de octubre de 2016   | 444 000 (2,3%) |
| 36          | 3           | «La evolución de las especies III» | 23 de octubre de 2016   | 438 000 (2,2%) |
| 37          | 4           | «La evolución de las especies IV»  | 30 de octubre de 2016   | 427 000 (2,4%) |
| 38          | 5           | «La evolución de las especies V»   | 6 de noviembre de 2016  | 416 000 (2,1%) |
| 39          | 6           | «La evolución de las especies VI»  | 13 de noviembre de 2016 | 441 000 (2,2%) |

#### Octava temporada (2016)
| N.º (serie) | N.º (temp.) | Título                       | Fecha de emisión        | Audiencia      |
| ----------- | ----------- | ---------------------------- | ----------------------- | -------------- |
| 40          | 1           | «Wild Frank, al rescate I»   | 27 de noviembre de 2016 | 375 000 (1,9%) |
| 41          | 2           | «Wild Frank, al rescate II»  | 4 de diciembre de 2016  | 541 000 (2,8%) |
| 42          | 3           | «Wild Frank, al rescate III» | 11 de diciembre de 2016 | 620 000 (3,1%) |
| 43          | 4           | «Wild Frank, al rescate IV»  | 18 de diciembre de 2016 | 465 000 (2,3%) |

#### Novena temporada (2017)
| N.º (serie) | N.º (temp.) | Título                        | Fecha de emisión    | Audiencia      |
| ----------- | ----------- | ----------------------------- | ------------------- | -------------- |
| 44          | 1           | «Tras la pista de Tarzán I»   | 7 de mayo de 2017   | 369 000 (2,2%) |
| 45          | 2           | «Tras la pista de Tarzán II»  | 14 de mayo de 2017  | 316 000 (1,9%) |
| 46          | 3           | «Tras la pista de Tarzán III» | 21 de mayo de 2017  | 306 000 (1,7%) |
| 47          | 4           | «Tras la pista de Tarzán IV»  | 28 de mayo de 2017  | 222 000 (1,3%) |
| 48          | 5           | «Tras la pista de Tarzán V»   | 4 de junio de 2017  | 314 000 (1,9%) |
| 49          | 6           | «Tras la pista de Tarzán VI»  | 11 de junio de 2017 | 297 000 (1,7%) |

#### Décima temporada (2017)
| N.º (serie) | N.º (temp.) | Título                             | Fecha de emisión       | Audiencia      |
| ----------- | ----------- | ---------------------------------- | ---------------------- | -------------- |
| 50          | 1           | «El beso de la mamba negra I»      | 15 de octubre de 2017  | 365 000 (2,0%) |
| 51          | 2           | «El beso de la mamba negra II»     | 22 de octubre de 2017  | 309 000 (1,6%) |
| 52          | 3           | «El beso de la mamba negra III»    | 29 de octubre de 2017  | 320 000 (1,7%) |
| 53          | 4           | «Wild Frank: Cazadores (Especial)» | 5 de noviembre de 2017 | 245 000 (1,3%) |

#### Undécima temporada (2017)
| N.º (serie) | N.º (temp.) | Título                         | Fecha de emisión        | Audiencia      |
| ----------- | ----------- | ------------------------------ | ----------------------- | -------------- |
| 54          | 1           | «En Italia I»                  | 12 de noviembre de 2017 | 320 000 (1,7%) |
| 55          | 2           | «En Italia II»                 | 19 de noviembre de 2017 | 231 000 (1,2%) |
| 56          | 3           | «Wild Frank: Circo (Especial)» | 26 de noviembre de 2017 | 274 000 (1,5%) |

#### Duodécima temporada (2018)
| N.º (serie) | N.º (temp.) | Título                   | Fecha de emisión    | Audiencia      |
| ----------- | ----------- | ------------------------ | ------------------- | -------------- |
| 57          | 1           | «Gorilas I»              | 29 de abril de 2018 | 264 000 (1,6%) |
| 58          | 2           | «Gorilas II»             | 6 de mayo de 2018   | 186 000 (1,1%) |
| 59          | 3           | «Gorilas III»            | 13 de mayo de 2018  | 304 000 (1,7%) |
| 60          | 4           | «Gorilas IV»             | 20 de mayo de 2018  | 232 000 (1,4%) |
| 61          | 5           | «SOS Gorilas (Especial)» | 27 de mayo de 2018  | 250 000 (1,4%) |

#### Decimotercera temporada (2018)
| N.º (serie) | N.º (temp.) | Título                            | Fecha de emisión       | Audiencia      |
| ----------- | ----------- | --------------------------------- | ---------------------- | -------------- |
| 62          | 1           | «Toros I»                         | 14 de octubre de 2018  | 555 000 (3,0%) |
| 63          | 2           | «Toros II»                        | 21 de octubre de 2018  | 441 000 (2,4%) |
| 64          | 3           | «Toros III»                       | 28 de octubre de 2018  | 297 000 (1,6%) |
| 65          | 4           | «Wild Frank Halloween (Especial)» | 31 de octubre de 2018  | 153 000 (1,0%) |
| 66          | 5           | «Toros IV»                        | 4 de noviembre de 2018 | 416 000 (2,1%) |

#### Decimocuarta temporada (2019)
| N.º (serie) | N.º (temp.) | Título                   | Fecha de emisión      | Audiencia      |
| ----------- | ----------- | ------------------------ | --------------------- | -------------- |
| 67          | 1           | «Wild Frank rescates I»  | 10 de febrero de 2019 | 316 000 (1,6%) |
| 68          | 2           | «Wild Frank rescates II» | 17 de febrero de 2019 | 304 000 (1,6%) |

#### Decimoquinta temporada (2019)
| N.º (serie) | N.º (temp.) | Título                                          | Fecha de emisión    | Audiencia      |
| ----------- | ----------- | ----------------------------------------------- | ------------------- | -------------- |
| 69          | 1           | «Wild Frank Caza I»                             | 7 de abril de 2019  | 444 000 (2,4%) |
| 70          | 2           | «Wild Frank Caza II»                            | 14 de abril de 2019 | 336 000 (2,1%) |
| 71          | 3           | «Wild Frank Caza III»                           | 21 de abril de 2019 | 334 000 (2,0%) |
| 72          | 4           | «Wild Frank: Galgos (Especial)»                 | 5 de mayo de 2019   | 353 000 (2,0%) |
| 73          | 5           | «Wild Frank: Lobos (Especial)»                  | 12 de mayo de 2019  | 419 000 (2,5%) |
| 74          | 6           | «Wild Frank: Perros ¿peligrosos? I (Especial)»  | 19 de mayo de 2019  | 422 000 (2,5%) |
| 75          | 7           | «Wild Frank: Perros ¿peligrosos? II (Especial)» | 19 de mayo de 2019  | 388 000 (2,2%) |

#### Decimosexta temporada (2019)
| N.º (serie) | N.º (temp.) | Título                      | Fecha de emisión        | Audiencia      |
| ----------- | ----------- | --------------------------- | ----------------------- | -------------- |
| 76          | 1           | «Wild Frank por dentro I»   | 1 de diciembre de 2019  | 175 000 (1,0%) |
| 77          | 2           | «Wild Frank por dentro II»  | 1 de diciembre de 2019  | 122 000 (0,7%) |
| 78          | 3           | «Wild Frank por dentro III» | 8 de diciembre de 2019  | 200 000 (1,2%) |
| 79          | 4           | «Wild Frank por dentro IV»  | 15 de diciembre de 2019 | 243 000 (1,4%) |
| 80          | 5           | «Wild Frank por dentro V»   | 22 de diciembre de 2019 | 281 000 (1,6%) |

#### Decimoséptima temporada (2020)
| N.º (serie) | N.º (temp.) | Título                   | Fecha de emisión    | Audiencia      |
| ----------- | ----------- | ------------------------ | ------------------- | -------------- |
| 81          | 1           | «El legado de Félix I»   | 8 de marzo de 2020  | 411 000 (2,3%) |
| 82          | 2           | «El legado de Félix II»  | 15 de marzo de 2020 | 300 000 (1,3%) |
| 83          | 3           | «El legado de Félix III» | -                   | —              |
| 84          | 4           | «El legado de Félix IV»  | -                   | —              |